# Astrid Muñoz
Astrid Muñoz (San Juan, 1974) è una supermodella portoricana.

## Pubblicità
Vanta pubblicità per Chanel, Dolce & Gabbana, Gianfranco Ferré, L'Oréal, Trussardi, Moschino, Nokia e Valentino.

## Copertine
Le sue foto sono comparse anche su varie copertine di
- Vogue, nell'edizione spagnola del giugno 1998[1]
- Marie Claire, nelle edizioni italiana (luglio 1996), spagnola (novembre 1998), britannica (luglio 1997)[1]
- D - la Repubblica delle donne dell'11 marzo 1997[1]
- Elle, nell'edizione italiana dell'agosto 1998 e del settembre 1998[1]
- Harper's Bazaar, nelle edizioni russa (giugno 2010) ed americana in lingua spagnola (1998)[1].

## Sfilate
Ha sfilato anche per Dolce & Gabbana, Fendi, Christian Dior, Paco Rabanne, Chanel, Gianfranco Ferré, Karl Lagerfeld, Missoni, Ralph Lauren, Salvatore Ferragamo, Valentino, Emanuel Ungaro, Jill Stuart, Jean Paul Gaultier, Oscar de la Renta e Moschino.

## Agenzie
Le agenzie che l'hanno rappresentata sono state:
- Option Model Agency - Zurigo[1]
- View Management - Spagna[1]
- Riccardo Gay Model Management - Milano
- IMG Models - New York[1]
- IMG Models - Milano[1]